# Trolley-Problem
Das Trolley-Problem (von amerikanisches Englisch trolley ‚Straßenbahn‘) ist ein moralphilosophisches Gedankenexperiment, das in neuerer Zeit von Philippa Foot beschrieben wurde. Das Gedankenexperiment wurde im deutschen Sprachraum  vor allem durch Hans Welzel als Weichenstellerfall bekannt. Erste Überlegungen hierzu finden sich allerdings bereits in der Habilitation von Karl Engisch im Jahr 1930.

## Das Gedankenexperiment

Grafische Darstellung des Trolley-Problems

Fassung von Engisch (1930)
Es kann sein, dass ein Weichensteller, um einen drohenden Zusammenstoß zu verhindern, der aller Voraussicht nach sehr viele Menschenleben kosten wird, den Zug so leitet, dass zwar auch Menschenleben aufs Spiel gesetzt werden, aber sehr viel weniger, als wenn er den Dingen ihren Lauf ließe.
Fassung von Welzel (1951)
Ein Güterzug droht wegen falscher Weichenstellung auf einen vollbesetzten stehenden Personenzug aufzufahren. Ein Weichensteller erkennt die Gefahr und leitet den Güterzug auf ein Nebengleis um, so dass dieser in eine Gruppe von Gleisarbeitern rast, die alle zu Tode kommen. Wie ist die Strafbarkeit des Weichenstellers zu beurteilen?
Fassung von Foot (1967)
Eine Straßenbahn ist außer Kontrolle geraten und droht, fünf Personen zu überrollen. Durch Umstellen einer Weiche kann die Straßenbahn auf ein anderes Gleis umgeleitet werden. Unglücklicherweise befindet sich dort eine weitere Person. Darf (durch Umlegen der Weiche) der Tod einer Person in Kauf genommen werden, um das Leben von fünf Personen zu retten?

## Ethische Bewertung

### Bewertung mittels ethischer Intuition

Varianten des Trolley-Problems

Intuitiv halten die meisten Menschen die Umstellung der Weiche für richtig, was für Anhänger des Intuitionismus ein Anzeichen dafür ist, dass diese Entscheidung tatsächlich richtig ist. Erklärungsbedürftig ist dann aber der ethisch relevante Unterschied zu anderen Fällen, bei denen intuitiv die Rettung von fünf Menschen auf Kosten von einem Menschenleben unzulässig erscheint. Diese Erklärungslücke bezeichnet Judith Jarvis Thomson als Trolley-Problem und stellt dem Weichenstellerfall dazu folgende Gedankenexperimente gegenüber:
Organentnahme-Fall (engl. Transplant oder Organ Harvest)
Ein exzellenter Chirurg hat fünf Patienten, die alle unterschiedlicher Organe bedürfen, um am Leben zu bleiben. Unglücklicherweise stehen dafür keine Spenderorgane zur Verfügung. Da meldet sich ein gesunder junger Durchreisender zu einer Routineuntersuchung. Der Arzt stellt fest, dass dessen Organe zu seinen fünf todkranken Patienten passen. Nehmen wir an, dass niemand den Arzt verdächtigen würde, wenn der Reisende verschwände. Halten Sie es für richtig, dass der Arzt den Reisenden ausschlachtet, um dessen Organe an die fünf todkranken Patienten zu verteilen und so ihr Leben zu retten?
Fall der Verurteilung eines Unschuldigen (engl. Innocent Conviction)
Sie sind Richter in einem Rechtssystem, in dem Richter über die Frage „schuldig“ oder „nicht schuldig“ urteilen. Sie haben einen Angeklagten vor sich, dem ein Verbrechen zur Last gelegt wird, das erhebliche Empörung in der Öffentlichkeit ausgelöst hat. Im Verlauf des Prozesses wird Ihnen klar, dass der Angeklagte unschuldig ist. Die überwältigende Mehrheit der Öffentlichkeit hält ihn jedoch für schuldig. Folglich glauben Sie, dass es bei einem Freispruch zu Unruhen käme, in deren Verlauf mehrere Menschen (unschuldig) ums Leben kommen und viele verletzt werden. Nehmen wir an, dass auf das Verbrechen zwingend die Todesstrafe steht. Sollen Sie den Angeklagten verurteilen?
sowie die von Thomson selbst entwickelte Variante Fetter Mann (engl. Fat Man oder Bridge)
Eine Straßenbahn ist außer Kontrolle geraten und droht fünf Personen zu überrollen. Durch Herabstoßen eines unbeteiligten fetten Mannes von einer Brücke vor die Straßenbahn kann diese zum Stehen gebracht werden. Darf (durch Stoßen des Mannes) der Tod einer Person herbeigeführt werden, um das Leben von fünf Personen zu retten?

### Lösungen des Trolley-Problems
Dafür, dass der Weichenstellerfall anders gelagert ist als die eben genannten Fälle, werden in der Fachliteratur folgende objektiven Gründe diskutiert:
- Im Weichenstellerfall wird die Person, die nach dem Umstellen der Weiche ums Leben kommt, nicht als Mittel zum Zweck benutzt.
- Im Weichenstellerfall wird eine vorhandene Gefahr umgelenkt, aber keine neue erzeugt.
- Im Weichenstellerfall ist die Kausalkette von der Handlung zur Rettung nicht länger als die von der Handlung zur Tötung („kausale Kurzsichtigkeit“).

Als subjektive Gründe werden genannt:
- Prinzip der Doppelwirkung
- Prinzip der Dreifachwirkung (engl. Doctrine of Triple Effect)
- Gefühle des Opfers
- unwillkürliche Gruppeneinteilung (engl. projective grouping)
- Risikovermeidung
- Vermeidung von Ungewissheit (d. h., die Höhe des Risikos ist unbekannt.)
- menschliche Nähe bzw. Distanz

### Bewertung anhand allgemeiner ethischer Theorien
Am Trolley-Problem werden elementare Unterschiede zwischen utilitaristischen (bzw. konsequentialistischen) und deontologischen Theorien verdeutlicht. Ein Vertreter einer utilitaristischen Position würde durch Umstellen der Weiche die fünf Leben auf Kosten des einen retten, da in der Summe weniger schlechte Konsequenzen auftreten.
Innerhalb der Pflichtethik veranschaulicht das Trolley-Problem die Differenz zwischen positiven und negativen Pflichten. Die Weiche umzustellen würde der (meist als schwächer eingestuften) positiven Pflicht, andere zu retten, entsprechen, jedoch die (meist stärker bewertete) negative Pflicht verletzen, niemanden umzubringen.

### Bewertung in unterschiedlichen Kulturkreisen
Menschen können je nach Kulturkreis in Situationen moralischer Dilemmata unterschiedlich handeln. Eine Mehrheit würde wahrscheinlich Kinder eher als Ältere verschonen und eher Menschen als Tiere.
Eine Studie, die sich damit beschäftigte, stellte hier kulturelle Eingrenzungen fest. In anderen Kulturkreisen wird die Entscheidung durchaus anders bewertet – vor allem beim Thema Kinder oder ältere Menschen treten signifikante Unterschiede bei der Entscheidung zu Tage. Vor allem die Rolle von Beziehungen und Sorge um sozialen Druck und Nachteile in unterschiedlichen Wertesystemen sehen die Studienverantwortlichen als Grund dafür, räumen aber den Bedarf an weiteren Nachforschungen ein sowie eine eingeschränkte Repräsentativität aufgrund der dokumentierten Teilnehmer. Solche kulturellen Differenzen in Bewertungen werden auch als übertragbar auf Diskussionen und Auswirkungen, die daraus resultieren, rund um autonomes Fahren beschrieben.

## Juristische Bewertung

### Deutschland
In beiden Optionen des klassischen Trolley-Problems verursacht der Weichensteller den Tod von Menschen: durch Unterlassen, wenn er nichts tut, durch aktives Tun, wenn er die Weiche umlegt.
Im deutschen Strafrecht hat die Unterscheidung zwischen Tun und Unterlassen erhebliche Folgen. Deshalb sind die beiden Fälle im Folgenden getrennt darzustellen. Wichtig ist ferner, dass im deutschen Strafrecht zwischen der Rechtfertigung und Entschuldigung (d. h. Rechtswidrigkeit ohne individuelle Vorwerfbarkeit) einer Tötung streng unterschieden wird.
Fall des Unterlassens: Im deutschen Strafrecht wird bei Unterlassungen unterschieden. Einerseits kommt immer eine die Mindestsolidarität sichernde Strafbarkeit nach dem relativ milden § 323c StGB (Unterlassene Hilfeleistung) in Betracht. Ist eine Garantenstellung vorhanden, kommt eine Strafbarkeit auch nach anderen Normen des StGB, hier eines Totschlags, § 212 StGB, in Betracht. Ein zufällig vorbeikommender Mensch hätte aber aus keinem ersichtlichen Grund eine Garantenpflicht. Ansonsten (etwa für einen beauftragten Weichenwärter im Dienst) gilt, dass die Rechtswidrigkeit des Unterlassens aufgrund einer rechtfertigenden Pflichtenkollision ausscheidet: Im Widerstreit zwischen einer Handlungspflicht und einer Unterlassungspflicht bezüglich gleichrangiger Rechtsgüter muss nach herrschender Meinung für das Unterlassen entschieden werden. Das Untätigbleiben des Wärters ist daher gerechtfertigt und nicht strafbar.
Fall des Handelns: Eine Rechtfertigung als Notstand gemäß § 34 StGB scheidet aus – solch eine Quantifizierung wäre mit der Menschenwürde nicht vereinbar. Der Topos einer rechtfertigenden Pflichtenkollision ist nur beim Unterlassen relevant. Die Schuld könnte nach herrschender Ansicht aufgrund eines übergesetzlichen Notstandes ausgeschlossen sein, denn: „In einer so ungewöhnlichen, nahezu unlösbaren Pflichtenkollision vermag die Rechtsordnung keinen Schuldvorwurf zu erheben, wenn der Täter seine Entscheidung nach bestem Gewissen trifft und sein vom Rettungszweck bestimmtes Handeln unter den gegebenen Umständen das einzige Mittel darstellt, noch größeres Unheil für Rechtsgüter von höchstem Wert zu verhindern. Hier ist dem Täter in Anerkennung eines übergesetzlichen entschuldigenden Notstandes Straflosigkeit zuzubilligen.“ Eine Mindermeinung sieht dies anders: Der übergesetzliche Notstand greife hier nicht, weil keine Gefahrengemeinschaft vorliege. Es würden – im Gegensatz z. B. zum Abschuss eines von Terroristen gekaperten Flugzeuges – bisher ungefährdete Personen getötet. Ein Teil dieser Mindermeinung möchte dem Täter hier über die Figur eines Verbotsirrtums entgegenkommen (dieser führt zum Schuldausschluss oder zu einer Strafminderung), weil der Täter in Sekundenbruchteilen entscheiden müsse.
Für weitere Rechtsprechung zum übergesetzlichen Notstand (auch als „schuldausschließende Pflichtenkollision“ bezeichnet) siehe den diesbezüglichen Artikel.

### Österreich
Man vertritt in Österreich die Ansicht, dass menschliches Leben als gleichwertiges Rechtsgut nicht quantifizierbar ist. Es ist daher unerheblich, ob man durch Handeln einen einzigen Todesfall oder durch Unterlassung eine Vielzahl an Todesfällen verursacht. Die in diesem Fall relevanten Straftaten, Unterlassene Hilfeleistung (§ 95 StGB) oder Mord (§ 75 StGB), bzw. Totschlag (§ 76 StGB), sind daher in allen Fällen zwar durch den sogenannten entschuldigenden Notstand (§ 10 StGB) entschuldigt und daher straffrei, bleiben aber dennoch rechtswidrig. Ist also die Straßenbahn zum Beispiel dadurch zu stoppen, dass jemand einen Unbeteiligten davor wirft, so darf sich dieser der Notwehr (§ 3 StGB) bedienen, um nicht selbst getötet zu werden.

## Popkultur und analog gelagerte Anwendungsfälle
Das Gedankenexperiment greift ein Problem auf, das auch in der Populärkultur in zahlreichen Abwandlungen auftaucht, beispielsweise in dem Kurzfilm Sommersonntag von Fred Breinersdorfer und Sigi Kamml, in dem ein Brückenwärter das Leben seines gehörlosen Sohnes opfert, um die Passagiere eines heranrollenden Zuges zu retten. Dabei geht es wesentlich um die Frage, ob man den Tod Weniger in Kauf nehmen darf, um viele zu retten, oder zu diesem Zweck sogar herbeiführen muss. Das Entscheidungsproblem wird in der Fachliteratur variiert, indem die Anzahl der beteiligten Personen geändert oder ihnen besondere Eigenschaften zugeordnet werden. Die Absicht dieser Variationen besteht darin, Grenzen für die moralische Bewertung von Handlungen auszuloten und festzustellen, ab wann und mit welcher Begründung eine bestimmte Entscheidung als moralisch gerechtfertigt oder verwerflich gilt. Durch die Einführung von Sonderbedingungen soll zudem die Analogiebildung zu real häufiger auftretenden und kontroversen Entscheidungsproblemen erleichtert werden.
Eine weitere Variante entwickelt sich gerade bei der Programmierung selbstfahrender Autos. In einer Studie der University of California wurde Befragten folgendes Beispiel gegeben: Sie und ein weiterer Passagier fahren in einem autonomen Fahrzeug auf einer einspurigen Straße, rechts und links Mauern. Auf der Straße vor Ihnen laufen drei Fußgänger bei Rot über die Straße. Soll die Steuerung Ihr Auto gegen eine Mauer krachen lassen? Die Mehrheit der Befragten sprach sich dafür aus, dass möglichst alle anderen Verkehrsteilnehmer Autos mit einer utilitaristischen Steuerung haben sollten, sie selbst würden jedoch lieber ein Fahrzeug fahren, das seine Passagiere unter allen Umständen beschützt. Das Massachusetts Institute of Technology (MIT) hat eine Moral Machine entwickelt, mit der man seine eigenen Entscheidungen mit denen der anderen Testpersonen online vergleichen kann. Andere Ansätze verwenden Virtual Reality, um menschliches Verhalten in Situationen dieser Art zu erheben.
2014 thematisierte Ferdinand von Schirach im Theaterstück Terror den Prozess gegen einen Luftwaffenpiloten, der ein von Terroristen gekapertes Passagierflugzeug abgeschossen hat. Die Terroristen hatten den Piloten der Maschine gezwungen, in das vollbesetzte Olympiastadion zu steuern. Der Abschuss hat mutmaßlich mehrere tausend Leben gerettet. Die Besonderheit des Falles ist, dass die Passagiere der abgeschossenen Maschine auch bei einer Kollision im Olympiastadion mutmaßlich nicht überlebt hätten. Am Ende des Theaterstücks und auch des darauf beruhenden Filmes stimmt das Publikum über den Ausgang des Gerichtsverfahrens ab.
2019 bildete das Trolley-Dilemma die Grundlage für das schwarzhumorige Kartenspiel Trial by Trolley. Das Spiel sammelte auf der Crowdfunding-Plattform Kickstarter rund 3,5 Millionen US-Dollar von Vorbestellern ein und wurde 2020 in deutscher Sprache beim Verlag Asmodee veröffentlicht.

## Film
- Fred Breinersdorfer und Sigi Kamml: Sommersonntag, Kurzfilm, 2008
- Eye In The Sky, Spielfilm, 2015
- Terror – Ihr Urteil, Spielfilm, 2016
- Grant Sputore: I Am Mother, Spielfilm, 2019[29]